# Ängsholm, Hallsbergs kommun
Ängsholm är en by och tidigare småort i Svennevads socken i Hallsbergs kommun, Örebro län, belägen strax söder om Pålsboda vid riksväg 51. 2015 hade folkmängden minskat och småorten upplöstes.